# Milenko Savović
Milenko Savović (en serbe : Миленко Савовић), né le 19 juillet 1960, à Trebinje, en République socialiste de Bosnie-Herzégovine et mort le 1er mars 2021 à Belgrade, est un ancien joueur yougoslave de basket-ball. Il évolue durant sa carrière au poste de pivot.

## Palmarès
- Champion de Yougoslavie 1979, 1981, 1987
- Coupe de Yougoslavie 1979, 1989
- Coupe Korać 1978, 1979, 1989